# Märkisches Museum (Berlijn)
Het Märkisches Museum is het stadsmuseum van Berlijn.
Het gebouw waarin het museum is gevestigd is opgebouwd uit rode baksteen. Het pand werd gebouwd tussen 1901 en 1908 en is geïnspireerd op de gotische bouwstijl die populair was in Brandenburg. Het museum dateert van 1874 en is gewijd aan de geschiedenis van Berlijn: van de eerste nederzettingen tot heden. Op de afdeling Berlijnse kunst zijn er schilderijen, beelden, stoffen, majolica, glas en porselein te zien. In de centrale hal is het gotische portaal dat werd gebouwd voor de Quadriga, die ooit de Brandenburger Tor bekroonde, te zien. Ook is er een expositie gewijd aan het Berlijnse theater in de periode 1730-1933. In een aantal van de galeries zijn een aantal oude mechanische muziekinstrumenten te zien.
Rond het museum ligt het Köllnischer Park. Dit was tot 2015 het domein van drie bruine beren, de mascottes van Berlijn. In dat jaar stierf de laatste beer. Eerder was al besloten dat er geen nieuwe beren meer in het verblijf zouden worden geplaatst.